# 第二十八届超级碗
第二十八届超级碗（Super Bowl XXVIII）是美国国家橄榄球联盟1993赛季的总决赛，由美联冠军布法罗比尔队对阵国联冠军达拉斯牛仔队。比赛于1994年1月30日在亚特兰大的乔治亚巨蛋举行。
最终，达拉斯牛仔队以30-13战胜布法罗比尔队，第四次夺得超级碗冠军。跑卫艾米特·史密斯（Emmitt Smith）获得最有价值球员称号。
由于1993年的常规赛是在18周内进行的(每支球队2次)，因此没有采用联盟冠军赛和超级碗之间的传统轮休周;上次发生这种事是在第25届超级碗之前。